# Чемпіонат світу з хокею із шайбою 2011 (дивізіон III)
Чемпіонат світу з хокею із шайбою 2011 (дивізіон III) — чемпіонат світу з хокею із шайбою, який проходив з 11 квітня по 17 квітня 2011 року у Кейптауні (Південно-Африканська Республіка).

## Підсумкова таблиця та результати
| Збірна     | М | В | ВО | ПО | П | Ш     | О  | Ізраїль         | ПАР             | Туреччина       | Люксембург      | Греція          | Монголія |
| ---------- | - | - | -- | -- | - | ----- | -- | --------------- | --------------- | --------------- | --------------- | --------------- | -------- |
| Ізраїль    | 5 | 4 | 1  | 0  | 0 | 57-9  | 14 |                 | 6-5 ОТ          | 9-1             | 11-1            | 26-2            | 5-0      |
| ПАР        | 5 | 4 | 0  | 1  | 0 | 43-9  | 13 | 5-6 ОТ          |                 | 11-1            | 5-2             | 17-0            | 5-0      |
| Туреччина  | 5 | 3 | 0  | 0  | 2 | 29-25 | 9  | 1-9             | 1-11            |                 | 6-5             | 16-0            | 5-0      |
| Люксембург | 5 | 2 | 0  | 0  | 3 | 33-22 | 6  | 1-11            | 2-5             | 5-6             |                 | 20-0            | 5-0      |
| Греція     | 5 | 1 | 0  | 0  | 4 | 7-79  | 3  | 2-26            | 0-17            | 0-16            | 0-20            |                 | 5-0      |
| Монголія   | 5 | 0 | 0  | 0  | 5 | 0-25  | 0  | не брали участь | не брали участь | не брали участь | не брали участь | не брали участь |          |

## Бомбардири
| Гравець         | І | Г  | П  | Очк. | +/– | Ш  |
| --------------- | - | -- | -- | ---- | --- | -- |
| Елізер Щербатов | 4 | 14 | 12 | 26   | +22 | 0  |
| Сергій Френкель | 4 | 11 | 11 | 22   | +21 | 4  |
| Даніель Мазур   | 4 | 11 | 7  | 18   | +18 | 10 |
| Роберт Беран    | 4 | 4  | 8  | 12   | +8  | 31 |
| Тьєррі Беран    | 4 | 4  | 7  | 11   | +4  | 0  |
| Даніель Співак  | 4 | 4  | 6  | 10   | +5  | 4  |
| Камерон Біррелл | 4 | 0  | 10 | 10   | +16 | 0  |
| Ден Магмуд      | 4 | 6  | 3  | 9    | +9  | 4  |
| Саваш Актюрк    | 4 | 4  | 5  | 9    | +5  | 10 |
| Марк Жьо        | 4 | 1  | 8  | 9    | +8  | 6  |

І = проведено ігор; Г = голи; П = передачі; Очк. = очки; +/− = плюс/мінус; Ш = штрафні хвилини;

Джерело: IIHF.com [Архівовано 3 березня 2016 у Wayback Machine.]

## Найкращі воротарі
Список п'яти найращих воротарів, сортованих за відсотком відбитих кидків. У список включені лише ті гравці, які провели щонайменш 40% хвилин.
| Гравець           | ЧНЛ    | ГП  | СП | СПГ  | %ВК   | ША |
| ----------------- | ------ | --- | -- | ---- | ----- | -- |
| Девід Бергер      | 120:00 | 68  | 3  | 1.50 | 95.59 | 0  |
| Авіягу Сороцький  | 201:14 | 81  | 6  | 1.79 | 92.59 | 0  |
| Ешлі Бок          | 123:51 | 41  | 6  | 2.91 | 85.37 | 1  |
| Левент Озбайдуган | 191:05 | 114 | 17 | 5.34 | 85.09 | 1  |
| Філіпп Лепаж      | 221:57 | 124 | 21 | 5.68 | 83.06 | 1  |

ЧНЛ = часу на льоду (хвилини:секунди); КП = кидки; ГП = голів пропушено; СП = Середня кількість пропущених шайб; СПГ = Голи, пропущені в середньому за 60 хвилин; %ВК = відбитих кидків (у %); ША = шатаути
Джерело: IIHF.com [Архівовано 28 серпня 2012 у Wayback Machine.]

## Нагороди
Найкращі гравці, обрані дирекцією ІІХФ.
- Найкращий воротар:  Девід Бергер
- Найкращий захисник:  Даніель Співак
- Найкращий нападник:  Елізер Щербатов

Найкращі гравці кожної з команд
- Киріакос Адамідіс
- Таль Авнері
- Жорж Шайер
- Ян Ашворт
- Емрах Озмен